# І сестра їх Либідь
«І сестра їх Либідь» (рос. И сестра их Лыбедь) — анімаційний фільм 1981 року Творчого об'єднання художньої мультиплікації студії Київнаукфільм, режисер — Володимир Гончаров.

## Сюжет
За мотивами легенди про заснування Києва до 1500-річчя міста.

## Над фільмом працювали
- Автори сценарію: Віталій Коротич, Олександр Костинський;
- Режисер: Володимир Гончаров;
- Художник-постановник: Ніна Гузь;
- Композитор: Яків Лапинський;
- Оператор: Анатолій Гаврилов;
- Звукооператор: Віктор Груздєв;
- Художники-мультиплікатори: Наталя Марченкова, Олександр Лавров;
- Редактор: Володимир Гайдай;
- Директор картини: Іван Мазепа.